# Meyna
Meyna es un género con diez especies de plantas fanerógamas perteneciente a la familia de las rubiáceas.
Es nativa de los trópicos de África y Asia.

## Especies
- Meyna grisea (King & Gamble) Robyns (1928).
- Meyna hainanensis Merr. (1935).
- Meyna laxiflora Robyns (1928).
- Meyna parviflora Robyns (1928).
- Meyna peltata Robyns (1928).
- Meyna pierrei Robyns (1928).
- Meyna pubescens (Kurz) Robyns (1928).
- Meyna spinosa Roxb. ex Link (1820).
- Meyna tetraphylla (Schweinf. ex Hiern) Robyns (1928).
- Meyna velutina Robyns (1928).